# Queen's Club Championships 1998 - Qualificazioni singolare
Le qualificazioni del singolare ai Queen's Club Championships 1998 sono state un torneo di tennis preliminare per accedere alla fase finale della manifestazione. I vincitori dell'ultimo turno sono entrati di diritto nel tabellone principale. In caso di ritiro di uno o più giocatori aventi diritto a questi sono subentrati i lucky loser, ossia i giocatori che hanno perso nell'ultimo turno ma che avevano una classifica più alta rispetto agli altri partecipanti che avevano comunque perso nel turno finale.
Le qualificazioni del torneo Queen's Club Championships 1998 prevedevano 56 partecipanti di cui 7 sono entrati nel tabellone principale.

## Teste di serie
1. Oscar Burrieza-Lopez (secondo turno)
2. Michael Sell (primo turno)
3. Brian MacPhie (ultimo turno)
4. Ivo Heuberger (Qualificato)
5. Lleyton Hewitt (Qualificato)
6. Neville Godwin (primo turno)
7. Dušan Vemić (secondo turno)

1. Alejandro Hernández (Qualificato)
2. Luis Herrera (secondo turno)
3. Eyal Erlich (secondo turno)
4. Glenn Weiner (ultimo turno)
5. David Witt (primo turno)
6. Ben Ellwood (secondo turno)
7. Doug Flach (Qualificato)

## Qualificati
1. Laurence Tieleman
2. Maks Mirny
3. Doug Flach
4. Ivo Heuberger

1. Lleyton Hewitt
2. Alejandro Hernández
3. Mark Merklein

## Tabellone

### Legenda
| - Q = Qualificato - WC = Wild card - LL = Lucky loser | - ALT = Alternate - SE = Special Exempt - PR = Protected Ranking | - w/o = Walkover - r = Ritirato - d = Squalificato |

### Sezione 1
|  | Primo turno       | Primo turno          | Primo turno          | Primo turno | Primo turno |  |  | Secondo turno     | Secondo turno        | Secondo turno     | Secondo turno     | Secondo turno |   |   | Ultimo turno  | Ultimo turno  | Ultimo turno | Ultimo turno | Ultimo turno |  |
|  |                   |                      |                      |             |             |  |  |                   |                      |                   |                   |               |   |   |               |               |              |              |              |  |
|  | 1                 | Oscar Burrieza-Lopez | Oscar Burrieza-Lopez | 6           | 7           |  |  |                   |                      |                   |                   |               |   |   |               |               |              |              |              |  |
|  |                   | Bobby Kokavec        | Bobby Kokavec        | 4           | 5           |  |  | 1                 | Oscar Burrieza-Lopez | 6                 | 4                 | 3             |   |   |               |               |              |              |              |  |
|  | David Nainkin     | David Nainkin        | 4                    | 7           | 6           |  |  |                   | David Nainkin        | 4                 | 6                 | 6             |   |   |               |               |              |              |              |  |
|  | Nick Gould        | Nick Gould           | 6                    | 6           | 4           |  |  |                   |                      |                   |                   |               |   |   | David Nainkin | David Nainkin | 6            | 3            | 5            |  |
|  | Laurence Tieleman | Laurence Tieleman    | Laurence Tieleman    | 6           | 6           |  |  |                   |                      | Laurence Tieleman | Laurence Tieleman | 2             | 6 | 7 |               |               |              |              |              |  |
|  | Takao Suzuki      | Takao Suzuki         | Takao Suzuki         | 4           | 2           |  |  | Laurence Tieleman | Laurence Tieleman    | 3                 | 6                 | 6             |   |   |               |               |              |              |              |  |
|  |                   | Marco Osorio         | Marco Osorio         | 6           | 7           |  |  | Marco Osorio      | Marco Osorio         | 6                 | 4                 | 4             |   |   |               |               |              |              |              |  |
|  | 12                | David Witt           | David Witt           | 3           | 6           |  |  |                   |                      |                   |                   |               |   |   |               |               |              |              |              |  |

### Sezione 2
|  | Primo turno    | Primo turno            | Primo turno       | Primo turno | Primo turno |  |  | Secondo turno     | Secondo turno     | Secondo turno     | Secondo turno | Secondo turno |   |   | Ultimo turno | Ultimo turno | Ultimo turno | Ultimo turno | Ultimo turno |  |
|  |                |                        |                   |             |             |  |  |                   |                   |                   |               |               |   |   |              |              |              |              |              |  |
|  |                | Frédéric Niemeyer      | Frédéric Niemeyer | 6           | 6           |  |  |                   |                   |                   |               |               |   |   |              |              |              |              |              |  |
|  | 2              | Michael Sell           | Michael Sell      | 3           | 4           |  |  | Frédéric Niemeyer | Frédéric Niemeyer | Frédéric Niemeyer | 4             | 4             |   |   |              |              |              |              |              |  |
|  | Maks Mirny     | Maks Mirny             | 7                 | 4           | 6           |  |  | Maks Mirny        | Maks Mirny        | Maks Mirny        | 6             | 6             |   |   |              |              |              |              |              |  |
|  | Miles Maclagan | Miles Maclagan         | 6                 | 6           | 3           |  |  |                   |                   |                   |               |               |   |   | Maks Mirny   | Maks Mirny   | Maks Mirny   | 7            | 7            |  |
|  | Nicklas Kulti  | Nicklas Kulti          | Nicklas Kulti     | 7           | 6           |  |  |                   |                   | Nicklas Kulti     | Nicklas Kulti | Nicklas Kulti | 6 | 6 |              |              |              |              |              |  |
|  | Mosè Navarra   | Mosè Navarra           | Mosè Navarra      | 6           | 1           |  |  |                   | Nicklas Kulti     | 6                 | 5             | 7             |   |   |              |              |              |              |              |  |
|  | 13             | Ben Ellwood            | 6                 | 3           | 6           |  |  | 13                | Ben Ellwood       | 4                 | 7             | 5             |   |   |              |              |              |              |              |  |
|  |                | Jean-François Bachelot | 4                 | 6           | 4           |  |  |                   |                   |                   |               |               |   |   |              |              |              |              |              |  |

### Sezione 3
|  | Primo turno   | Primo turno   | Primo turno   | Primo turno | Primo turno |  |  | Secondo turno | Secondo turno | Secondo turno | Secondo turno | Secondo turno |   |   | Ultimo turno | Ultimo turno  | Ultimo turno  | Ultimo turno | Ultimo turno |  |
|  |               |               |               |             |             |  |  |               |               |               |               |               |   |   |              |               |               |              |              |  |
|  | 3             | Brian MacPhie | 6             | 2           | 6           |  |  |               |               |               |               |               |   |   |              |               |               |              |              |  |
|  |               | Arvind Parmar | 3             | 6           | 2           |  |  | 3             | Brian MacPhie | Brian MacPhie | 6             | 6             |   |   |              |               |               |              |              |  |
|  | Lorenzo Manta | Lorenzo Manta | Lorenzo Manta | 6           | 6           |  |  |               | Lorenzo Manta | Lorenzo Manta | 1             | 1             |   |   |              |               |               |              |              |  |
|  | Jim Thomas    | Jim Thomas    | Jim Thomas    | 3           | 4           |  |  |               |               |               |               |               |   |   | 3            | Brian MacPhie | Brian MacPhie | 5            | 5            |  |
|  | Justin Bower  | Justin Bower  | 6             | 3           | 6           |  |  |               |               | 14            | Doug Flach    | Doug Flach    | 7 | 7 |              |               |               |              |              |  |
|  | Colin Bennett | Colin Bennett | 2             | 6           | 4           |  |  |               | Justin Bower  | Justin Bower  | 1             | 2             |   |   |              |               |               |              |              |  |
|  | 14            | Doug Flach    | 3             | 6           | 6           |  |  | 14            | Doug Flach    | Doug Flach    | 6             | 6             |   |   |              |               |               |              |              |  |
|  |               | Wayne Arthurs | 6             | 4           | 3           |  |  |               |               |               |               |               |   |   |              |               |               |              |              |  |

### Sezione 4
|  | Primo turno    | Primo turno     | Primo turno | Primo turno | Primo turno |  |  | Secondo turno | Secondo turno | Secondo turno | Secondo turno | Secondo turno |   |   | Ultimo turno | Ultimo turno  | Ultimo turno  | Ultimo turno | Ultimo turno |  |
|  |                |                 |             |             |             |  |  |               |               |               |               |               |   |   |              |               |               |              |              |  |
|  | 4              | Ivo Heuberger   | 0           | 6           | 7           |  |  |               |               |               |               |               |   |   |              |               |               |              |              |  |
|  |                | Mahesh Bhupathi | 6           | 3           | 5           |  |  | 4             | Ivo Heuberger | Ivo Heuberger | 7             | 6             |   |   |              |               |               |              |              |  |
|  | Amir Hadad     | Amir Hadad      | Amir Hadad  | 6           | 6           |  |  |               | Amir Hadad    | Amir Hadad    | 6             | 3             |   |   |              |               |               |              |              |  |
|  | Mark Hilton    | Mark Hilton     | Mark Hilton | 1           | 3           |  |  |               |               |               |               |               |   |   | 4            | Ivo Heuberger | Ivo Heuberger | 7            | 7            |  |
|  | David DiLucia  | David DiLucia   | 6           | 3           | 7           |  |  |               |               | 11            | Glenn Weiner  | Glenn Weiner  | 5 | 5 |              |               |               |              |              |  |
|  | Grégory Carraz | Grégory Carraz  | 2           | 6           | 5           |  |  |               | David DiLucia | David DiLucia | 2             | 5             |   |   |              |               |               |              |              |  |
|  | 11             | Glenn Weiner    | 6           | 5           | 7           |  |  | 11            | Glenn Weiner  | Glenn Weiner  | 6             | 7             |   |   |              |               |               |              |              |  |
|  |                | Paul Kilderry   | 3           | 7           | 6           |  |  |               |               |               |               |               |   |   |              |               |               |              |              |  |

### Sezione 5
|  | Primo turno         | Primo turno         | Primo turno         | Primo turno | Primo turno |  |  | Secondo turno | Secondo turno   | Secondo turno  | Secondo turno   | Secondo turno   |   |   | Ultimo turno | Ultimo turno   | Ultimo turno   | Ultimo turno | Ultimo turno |  |
|  |                     |                     |                     |             |             |  |  |               |                 |                |                 |                 |   |   |              |                |                |              |              |  |
|  | 5                   | Lleyton Hewitt      | 6                   | 3           | 6           |  |  |               |                 |                |                 |                 |   |   |              |                |                |              |              |  |
|  |                     | Andrew Foster       | 4                   | 6           | 3           |  |  | 5             | Lleyton Hewitt  | Lleyton Hewitt | 6               | 7               |   |   |              |                |                |              |              |  |
|  | Barry Cowan         | Barry Cowan         | Barry Cowan         | 6           | 6           |  |  |               | Barry Cowan     | Barry Cowan    | 4               | 6               |   |   |              |                |                |              |              |  |
|  | Jean-Michel Péquery | Jean-Michel Péquery | Jean-Michel Péquery | 3           | 2           |  |  |               |                 |                |                 |                 |   |   | 5            | Lleyton Hewitt | Lleyton Hewitt | 6            | 6            |  |
|  | Oren Motevassel     | Oren Motevassel     | Oren Motevassel     | 6           | 6           |  |  |               |                 |                | Oren Motevassel | Oren Motevassel | 2 | 4 |              |                |                |              |              |  |
|  | Jamie Delgado       | Jamie Delgado       | Jamie Delgado       | 4           | 4           |  |  |               | Oren Motevassel | 6              | 4               | 7               |   |   |              |                |                |              |              |  |
|  | 10                  | Eyal Erlich         | 5                   | 7           | 6           |  |  | 10            | Eyal Erlich     | 2              | 6               | 5               |   |   |              |                |                |              |              |  |
|  |                     | Tom Spinks          | 7                   | 6           | 1           |  |  |               |                 |                |                 |                 |   |   |              |                |                |              |              |  |

### Sezione 6
|  | Primo turno    | Primo turno         | Primo turno         | Primo turno | Primo turno |  |  | Secondo turno  | Secondo turno       | Secondo turno       | Secondo turno       | Secondo turno       |   |   | Ultimo turno | Ultimo turno   | Ultimo turno   | Ultimo turno | Ultimo turno |  |
|  |                |                     |                     |             |             |  |  |                |                     |                     |                     |                     |   |   |              |                |                |              |              |  |
|  |                | Maurice Ruah        | 6                   | 6           | 6           |  |  |                |                     |                     |                     |                     |   |   |              |                |                |              |              |  |
|  | 6              | Neville Godwin      | 3                   | 7           | 2           |  |  | Maurice Ruah   | Maurice Ruah        | Maurice Ruah        | 4                   | 4                   |   |   |              |                |                |              |              |  |
|  | Danny Sapsford | Danny Sapsford      | Danny Sapsford      | 6           | 6           |  |  | Danny Sapsford | Danny Sapsford      | Danny Sapsford      | 6                   | 6                   |   |   |              |                |                |              |              |  |
|  | Nicolás Massú  | Nicolás Massú       | Nicolás Massú       | 1           | 3           |  |  |                |                     |                     |                     |                     |   |   |              | Danny Sapsford | Danny Sapsford | 3            | 3            |  |
|  | James Holmes   | James Holmes        | James Holmes        | 6           | 6           |  |  |                |                     | 8                   | Alejandro Hernández | Alejandro Hernández | 6 | 6 |              |                |                |              |              |  |
|  | Simon Dickson  | Simon Dickson       | Simon Dickson       | 1           | 4           |  |  |                | James Holmes        | James Holmes        | 3                   | 3                   |   |   |              |                |                |              |              |  |
|  | 8              | Alejandro Hernández | Alejandro Hernández | 6           | 6           |  |  | 8              | Alejandro Hernández | Alejandro Hernández | 6                   | 6                   |   |   |              |                |                |              |              |  |
|  |                | Frederik Fetterlein | Frederik Fetterlein | 4           | 4           |  |  |                |                     |                     |                     |                     |   |   |              |                |                |              |              |  |

### Sezione 7
|  | Primo turno           | Primo turno           | Primo turno           | Primo turno | Primo turno |  |  | Secondo turno | Secondo turno     | Secondo turno | Secondo turno | Secondo turno |   |   | Ultimo turno      | Ultimo turno      | Ultimo turno      | Ultimo turno | Ultimo turno |  |
|  |                       |                       |                       |             |             |  |  |               |                   |               |               |               |   |   |                   |                   |                   |              |              |  |
|  | 7                     | Dušan Vemić           | Dušan Vemić           | 6           | 6           |  |  |               |                   |               |               |               |   |   |                   |                   |                   |              |              |  |
|  |                       | Justin Layne          | Justin Layne          | 1           | 3           |  |  | 7             | Dušan Vemić       | 6             | 3             | 6             |   |   |                   |                   |                   |              |              |  |
|  | Wesley Whitehouse     | Wesley Whitehouse     | Wesley Whitehouse     | 6           | 7           |  |  |               | Wesley Whitehouse | 4             | 6             | 7             |   |   |                   |                   |                   |              |              |  |
|  | Juan Luis Rascón Lope | Juan Luis Rascón Lope | Juan Luis Rascón Lope | 2           | 5           |  |  |               |                   |               |               |               |   |   | Wesley Whitehouse | Wesley Whitehouse | Wesley Whitehouse | 4            | 3            |  |
|  | Mark Merklein         | Mark Merklein         | Mark Merklein         | 7           | 6           |  |  |               |                   | Mark Merklein | Mark Merklein | Mark Merklein | 6 | 6 |                   |                   |                   |              |              |  |
|  | Chris Haggard         | Chris Haggard         | Chris Haggard         | 6           | 2           |  |  |               | Mark Merklein     | Mark Merklein | 6             | 6             |   |   |                   |                   |                   |              |              |  |
|  | 9                     | Luis Herrera          | 7                     | 2           | 6           |  |  | 9             | Luis Herrera      | Luis Herrera  | 4             | 4             |   |   |                   |                   |                   |              |              |  |
|  |                       | Mariano Sánchez       | 5                     | 6           | 4           |  |  |               |                   |               |               |               |   |   |                   |                   |                   |              |              |  |